# Porro (cigarrillo)
En lenguaje coloquial, un porro, bareto, canuto, carrujo, churro, petardo, troncho, etc. es un cigarro total o parcialmente relleno de cannabis. Se trata del formato más común de consumir marihuana, y un solo porro puede contener entre 0.5 y 1 g de esta droga. Sin embargo, debido a la pirólisis, solo el 10–25 % del principio activo es absorbido por el consumidor (50–250 mg), cantidad suficiente para sentir los efectos psicoactivos. A diferencia del consumo oral de cannabis, la inhalación del humo produce efectos casi inmediatos, teniendo su pico entre los 30–60 min. siguientes y la desaparición gradual de los efectos entre las 2–3 h. Los tiempos, no obstante, varían enormemente dependiendo de factores como la cantidad fumada o la tolerancia del consumidor.

## Historia
El consumo de cannabis por el ser humano tiene una tradición milenaria. Sin embargo, el cigarrillo de cannabis posee una historia relativamente reciente. En épocas anteriores la marihuana se fumaba mediante los llamados one hitters, es decir, pipas, narguiles, bongs y chílams. 

### Primer registro escrito en México
Según el académico John Charles Chasteen, el primer registro sobre un cigarro de cannabis se encuentra en México en 1856, cuando un farmacéutico de la Universidad de Guadalajara observó, durante un trabajo de campo, cómo los campesinos cultivaban Cannabis (tanto el cáñamo como la marihuana; llamado pipiltzintzintli en antiguo náhuatl), cosechaban sus hojas y flores, y las mezclaban con tabaco para enrollarlas en cigarrillos. En el aún joven estado mexicano, el cannabis no estaba regulado legalmente. Se consideraba una práctica «poco católica», pero entre las clases humildes la marihuana suponía un sustituto barato del pulque, ya que esta bebida, que se obtenía de fermentar el maguey, era el producto embriagador más típico y popular en aquella época. El fumar cannabis se expandiría primero entre las clases bajas de las áreas rurales, y más tarde llegaría a las grandes ciudades. Así lo demuestran varias referencias en la prensa entre 1860 y 1870. Para 1900, los cigarrillos de cannabis serían habituales en las cárceles y cuarteles militares del país.
La marihuana se menciona en la popular canción «La Cucaracha», cantada durante la Revolución mexicana (1910-1921). Incluso, la misma palabra marihuana sería otro regalo de los mexicanos al mundo. 
Al mismo tiempo, surgiría en Jamaica movimiento social y revolucionario llamado rastafarianismo, cuyos miembros adoptaron la «ganja» como parte de su idiosincrasia. Sin embargo, los rastas o rastafaris fumaban el cannabis tradicionalmente mediante chilams, que son un tipo de pipa, no un cigarrillo propiamente.

### Popularización en los Estados Unidos

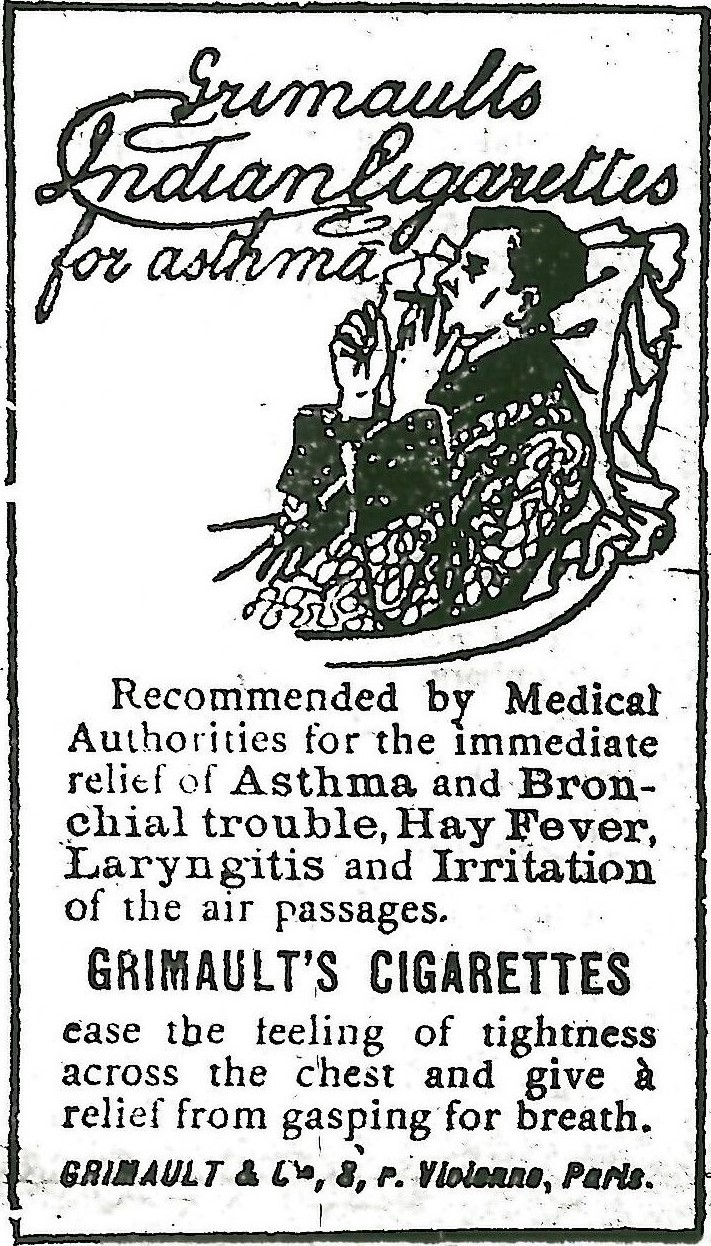
Anuncio de la farmacéutica Grimault & Cie, 1897 «Recomendado por las autoridades médicas para el alivio inmediato del asma y problemas bronquiales, fiebre del heno, laringitis e irritación de las vías respiratorias.»

Tras la guerra de Secesión (1861–1865), se impulsó la expansión de la red ferroviaria por todo el país, y cientos de jóvenes mexicanos emigraron al norte para trabajar en ello, llevando consigo la práctica de fumar el cannabis. Según el académico de la Universidad de Kansas, Barney Warf, el cannabis también llegó por el comercio marítimo a las ciudades sureñas de la costa como Nueva Orleans.
En 1870, la casa farmacéutica francesa Grimault & Cie. se interesó por este producto y sacó a la venta cigarrillos de Cannabis indica en los Estados Unidos bajo el nombre de Indian Cigarettes, mezclados con belladona (otra planta narcótica) y nitrato de potasio. En una publicación en el Boston Medical Journal de 1897 se promocionaba la cajetilla de 15 cigarrillos a 50 céntimos de dólar.
Al inicio de los locos años 20, el gobierno estadounidense inició una guerra de catorce años contra el alcohol. Sin embargo la ley seca (1920–1933) tuvo el efecto indeseado; surgieron bares clandestinos y la marihuana logró una amplia popularidad.
Los cigarros de cannabis estuvieron muy presentes desde un principio en la época del jazz. En inglés, jazz cigarette es una forma alternativa de llamar al porro. Esta época fue muy prolífica para la aparición de términos eufemísticos, como joint o reefer. Músicos han fumado la marihuana para generar sonidos imaginativos y únicos, entre ellos Louis Armstrong, que fue arrestado por posesión. En 1937 se prohibiría la marihuana mediante la Marihuana Tax Act, pero el porro ya quedaría inherentemente ligado a la cultura e historia del jazz.

### Actualidad
Durante los años 70, el trigésimo séptimo presidente de la federación Richard Nixon emprendió su particular guerra contra las drogas. Paradójicamente, en aquella época surgieron las primeras empresas especializadas en los artículos para el fumador de cannabis.
Mientras que la industria tabacalera lleva mermando desde hace años, la industria cannábica no ha parado de crecer desde entonces. Algunas empresas son reconocibles en todo el mundo, extendiendo la cultura del fumar cannabis a cada vez más sitios: Greengo, Raw, Rizla, Smoking o Zig Zag.

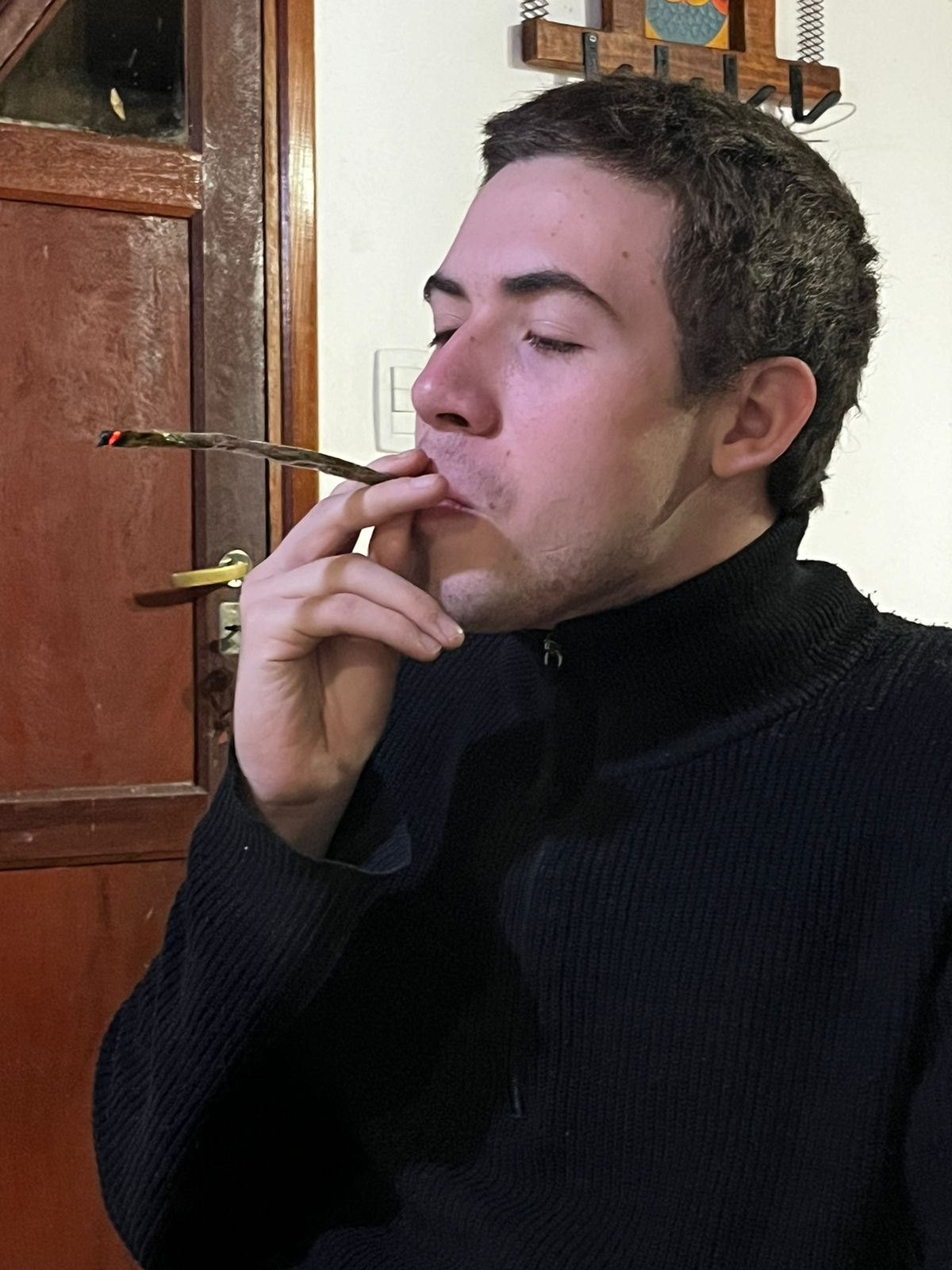
Joven fumando un porro de marihuana

## Terminología

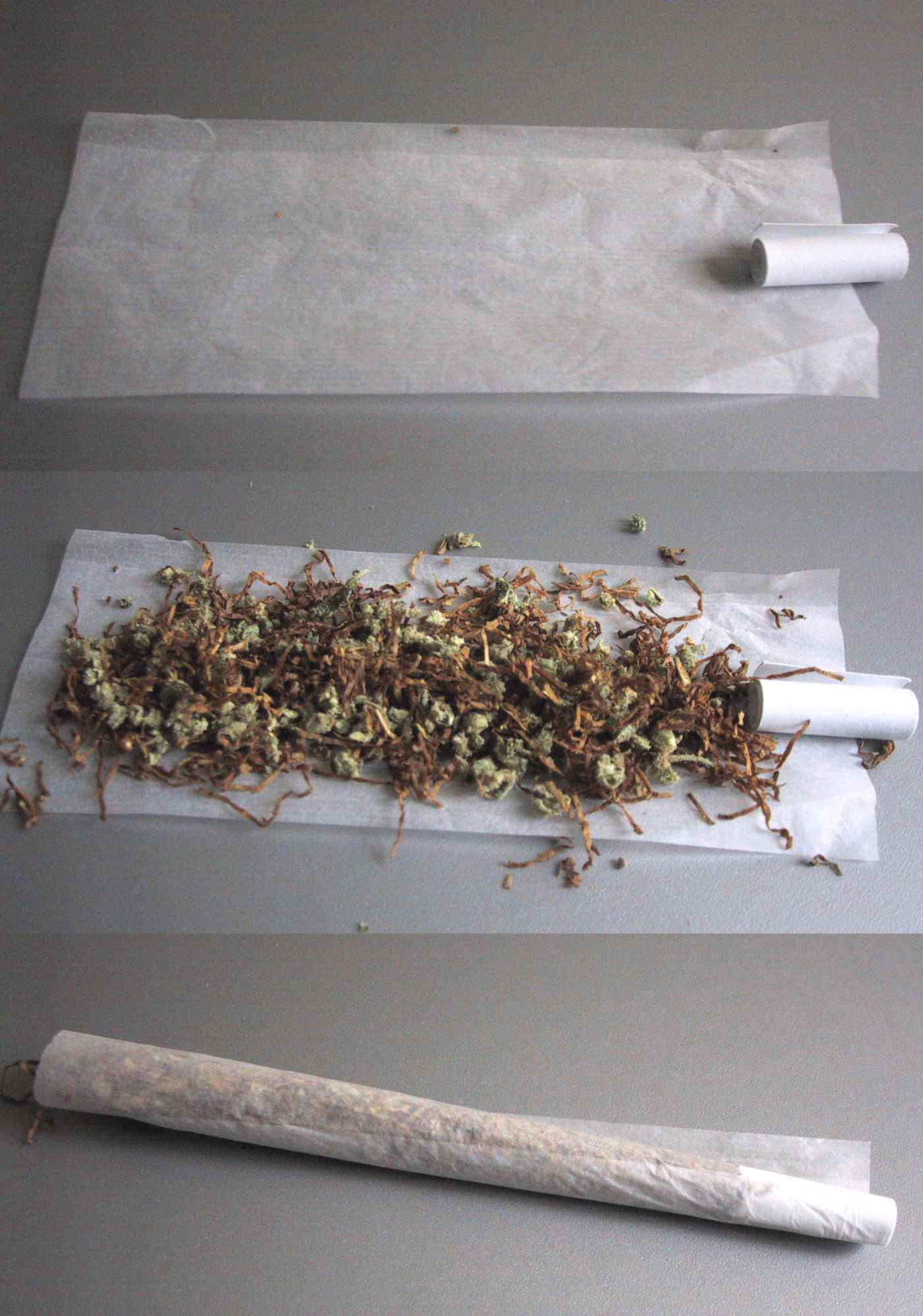
Porro mezclado de tabaco y cannabis, a veces llamado cigarrillo aliñado o spliff.

#### «Porro»
Se desconoce el origen exacto de este término. Una de las teorías más aceptadas lo asocia al puerro (Allium ampeloprasum), ya que como el puerro, el porro es blanco al principio y verde al final. En última instancia, ambos términos provendrían del latín, porrum. De esta palabra derivan «porrero/a» y «porreta», persona fumadora de cannabis. El término «porro» surgiría en España alrededor de 1967, cuando se difunden las ideas hippies y se inician diversos movimientos estudiantiles. El primer registro escrito de esta palabra sería en un número de 1977 de la revista Blanco y Negro, al año siguiente en el estudio del lingüista Casado Velarde Lengua e ideología, y dos años más tarde en el libro Copenhague no existe, de Guerra Garrido.
En cambio, según el lingüista Zamora Vicente, el término «porro» surgió en el Altiplano incaico. Sea cual sea su origen, hoy en día «porro» es una forma de llamar al cigarro de marihuana conocida entre los fumadores argentinos, bolivianos, colombianos, ecuatorianos, españoles, mexicanos, uruguayos, venezolanos y sardos.

#### Expresiones asociadas
En la jerga, son habituales las expresiones «darle [o pegarle] al porro», fumar regularmente cannabis, y «matar el porro», acabarse o terminar un porro. Según el Diccionario de Argot (1980), se denomina «porro trompetero» cuando este posee forma cónica.
«Hacer un submarino» consiste en fumar uno o varios cigarros de marihuana en una habitación pequeña, cerrando puertas y ventanas para generar un aire densificado de humo. Al acto de aspirar el humo, dependiendo del lugar, se denomina calada, calo, toque, hit, tiro, o ataque.

#### Otras denominaciones en el castellano
El término porro es el más difundido en entornos hispanohablantes. Sin embargo, los nombres para el cigarro de cannabis varían de un país a otro:
- Argentina: faso, caño, charro, chicharra, churro o chala[20] para el cigarro; faisán si contiene marihuana y tabaco; nevado si contiene cocaína; tuca para la colilla residual.
- Chile: caño, pito, blunt, para el cigarro; cola para la colilla residual.
- Colombia: bareto, barillo o cacho para el cigarro; chicharra o pata para la colilla residual.
- Costa Rica: puro, bate, cañón, juanito, canuto, uno (1), palo para el cigarro; bazuko si contiene cocaína;[21] chinga, tocola o tocolo  para la colilla residual.
- Cuba: pito para el cigarro.
- Ecuador: chafo o grifa para el cigarro.
- España: canuto, flay, chiflo, petardo, peta para el cigarro; biturbo para un porro doble a lo ancho; mariachi si contiene marihuana y hachís; grifa si contiene solo hachís y tabaco; nevado si contiene cocaína; chusta o tacha para la colilla residual.[22]
- México: carrujo, chubi, churro, banano,[21] toque para el cigarro; gallo, wawi o spliff si contiene tabaco; bacha para la colilla residual.
- Nicaragua: churro o pito para el cigarro; calilla o calillón para la colilla residual.
- Panamá: bate o caleto para el cigarro.
- Perú: troncho, huiro o bate para el cigarro; pistola o mixto si contiene PBC; pava para la colilla residual.
- Puerto Rico: ciriguayo, grullo, gallo, moreno o moto para el cigarro; phily para el blunt; changa para la colilla residual.
- El Salvador: toque para el cigarro.
- Uruguay: faso, caño o vela para el cigarro; nevado si contiene cocaína;[20] punta para la colilla residual.
- Venezuela: pito para el cigarro.
- República Dominicana: bate para el cigarro.

#### Denominaciones en otros idiomas
- En alemán, tüte o joint
- En catalán, porro, mai o peta
- En euskera, porru o txirri
- En francés, joint o pétard
- En inglés, joint (nombre genérico) o spliff (mezclado con tabaco)
- En italiano, spinello o canna
- En portugués, baseado o beque (brasileño) o charro (europeo)

## Variantes

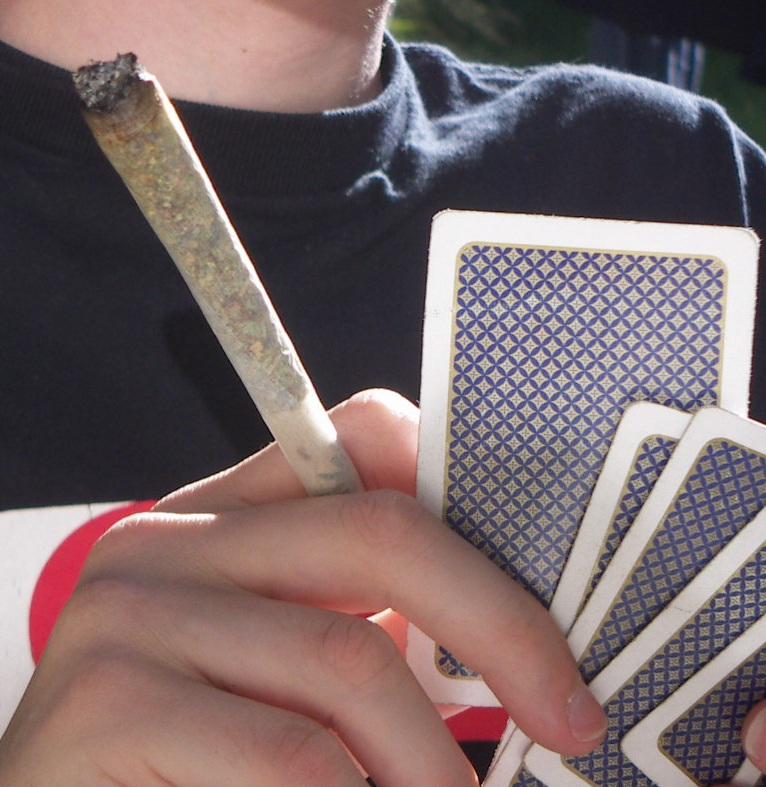
L o Bob.

En Sudamérica, paragua o paraguayo es el cigarrillo de cannabis de mala calidad, cuando está «pangola» (Ven.), es decir, que no sube o no provoca los efectos psicoactivos deseados.  
La L ('ele') es un cigarro de marihuana liado con un papel de tamaño más grande de lo normal, del inglés large, o bien de la forma de L al enganchar dos papeles pequeños.  El porro grande también es llamado Bob Marley o simplemente Bob o bobby, y su opuesto es «el oficiero» como era conocido en algunos lugares de España e Hispanoamérica el cigarro diminuto para fumarse de una sola calada.
El blunt o phily es un cigarro de marihuana liado con las hojas de tabaco de un puro vaciado; por extensión, también un cigarrillo. 
El spliff es un cigarrillo en el que se mezclan cannabis y tabaco. Es una práctica más o menos extendida por todo el mundo aunque en un estudio de 2017 se observó una notable tendencia entre los países de Europa a mezclar los cigarrillos de cannabis con tabaco (hasta en un 94 % de las veces en Italia, 86 % en Francia u 80 % en España, entre otros), mientras que en América se prefieren todo verdes (se agrega tabaco apenas un 14 % de las veces en Brasil y Colombia, 9 % en México o 8 % en Estados Unidos, entre otros). Esto puede deberse a varios motivos, entre los cuales está la diferencia de precio de la marihuana en Europa, mucho mayor respecto de América. Otro motivo es que en Europa, históricamente se usaba más el hachís, el cual necesariamente se debe mezclar con tabaco, mientras que en América el hachís es poco habitual. Se desconoce la situación en otros continentes al no haber suficientes datos. Se ha demostrado que los efectos psicoactivos del cannabis se ven estimulados y prolongados cuando se suma una exposición prolongada a la nicotina del tabaco, ya que ésta interactúa con el receptor cannabinoide CB1, en el sistema nervioso humano.
Un biturbo consiste en liar dos porros en uno, con dos boquillas o «moras» para fumar, y dos papeles pegados a lo ancho.[cita requerida]

## Confección
Un porro se confecciona con partículas secas de cannabis. La hierba se desmenuza con la ayuda de un grinder para facilitar la confección y la combustión. Al acto de confeccionar un porro se le dice coloquialmente liar, rolear o rulear.
Los diferentes tipos y tamaños de papel de liar son el medio más común para enrollar un porro. De no disponer, también se pueden usar hojas de tembu (bidi), hojas de tabaco (blunt), hojas de maíz, papel de calco, de estraza o de periódico. El porro también se compone de un filtro, que se coloca en el extremo que va a tocar con la boca. Existen muchos tipos de filtros disponibles, siendo el más común la cartaja, que es una tira de cartón enrollada sobre sí misma para darle la forma redondeada. Esto hace que, en la práctica, la marihuana se inhale sin filtrar.
En la actualidad, los tamaños y formas del porro se han diversificado enormemente. Uno de los artistas más preeminentes en la confección de porros (en inglés, joint rolling) es Tony Greenhand, un joven estadounidense que fue entrevistado por varios medios de comunicación, entre ellos la revista Rolling Stone, por sus elaborados porros, considerados obras de arte.

Confecciones particulares
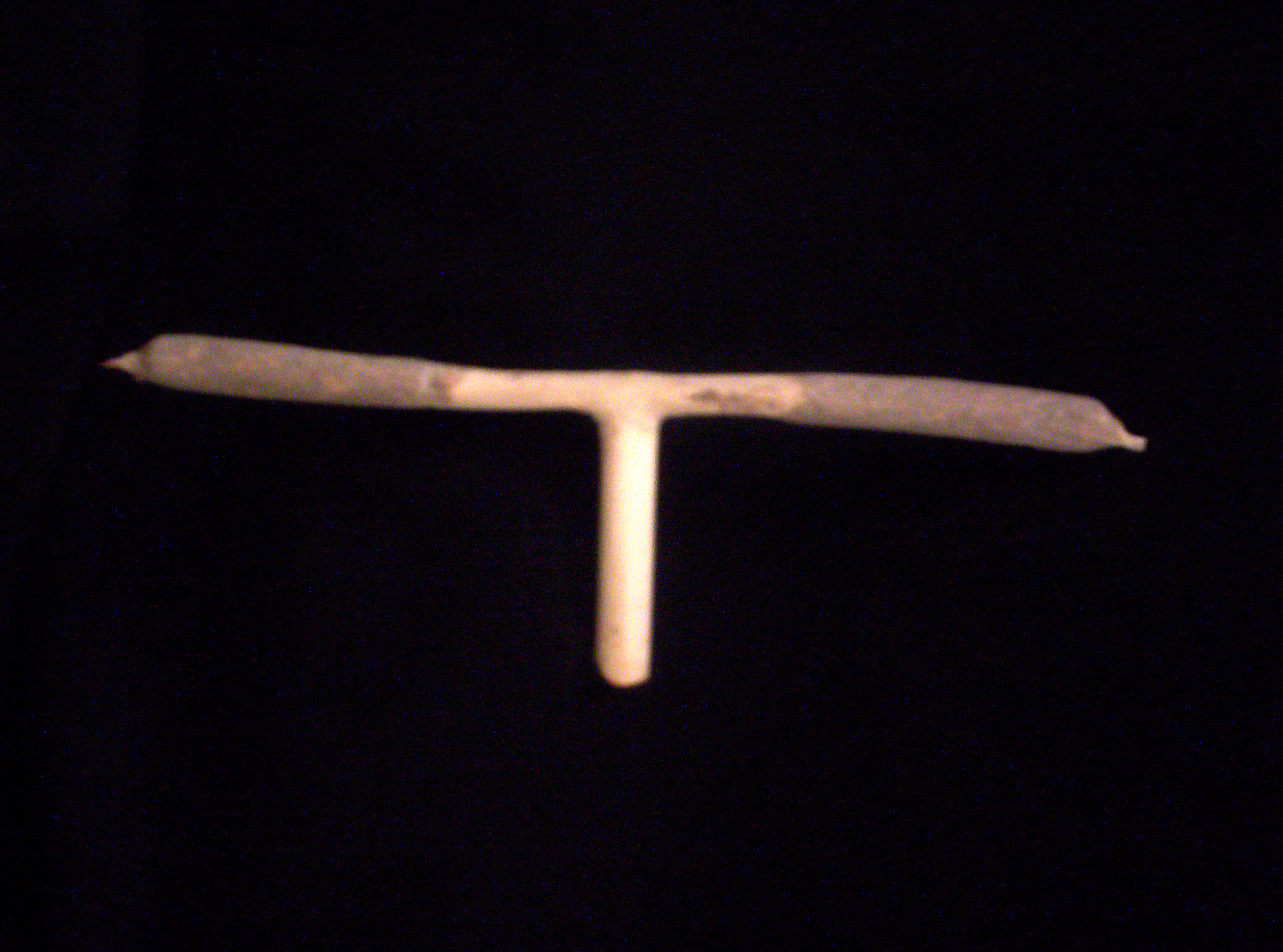
Formato helicóptero o moustache.
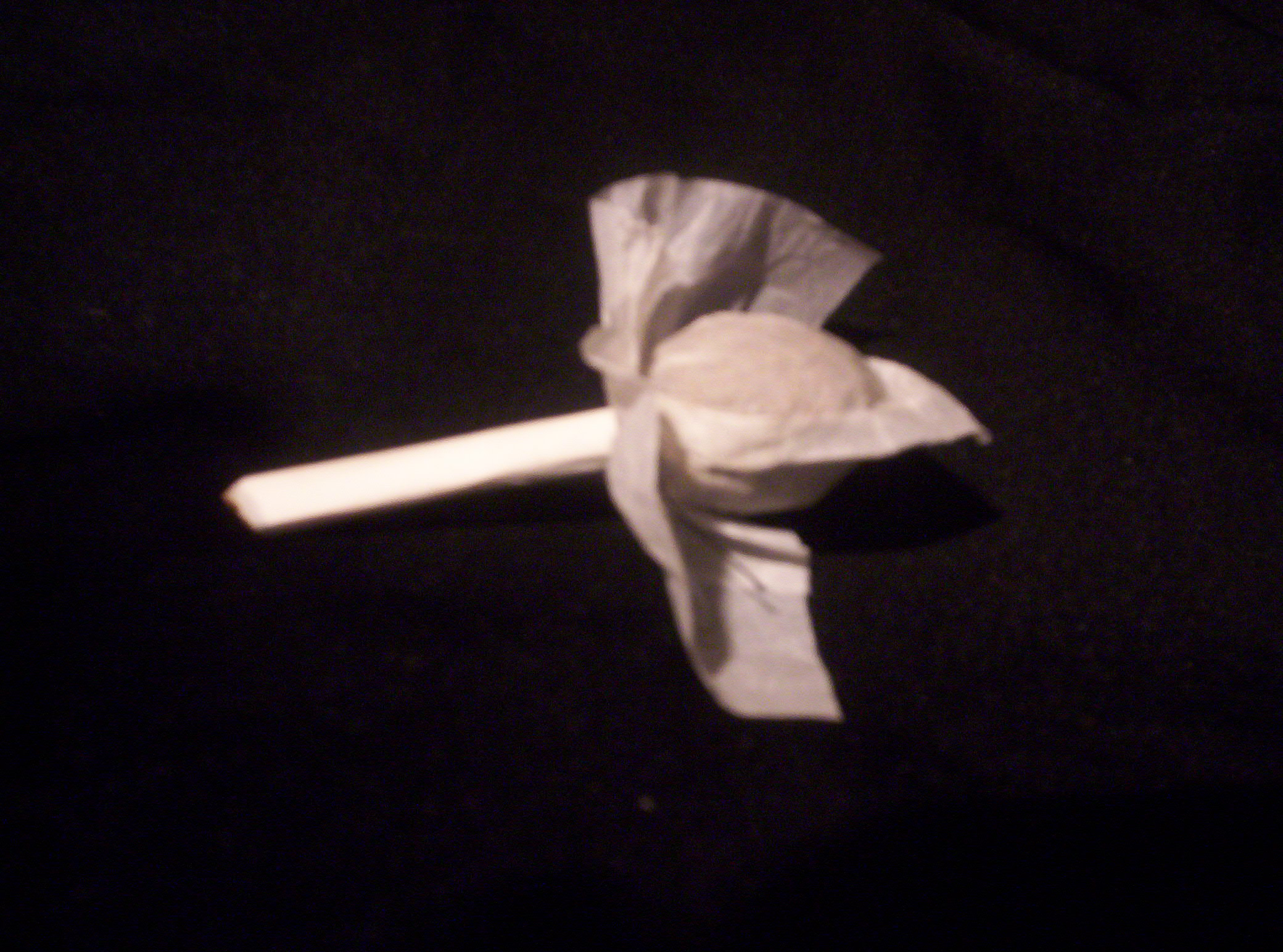
Formato tulipán o Chupa Chups.

## Cambios químicos

Tetrahidrocannabinol

Cannabidiol

El cannabis se fuma en forma de porro porque mediante la combustión se obtienen los efectos psicotrópicos. Dicho de otra manera, el cannabis en estado natural (crudo) no es psicoactivo en sí mismo. La planta produce, entre otras muchas sustancias, ácido tetrahidrocannabinólico (THCA) y ácido cannabidiólico (CBDA), que son precursores del tetrahidrocannabinol (THC) y del cannabidiol (CBD) respectivamente, que sí tienen efectos psicotrópicos. 
Cuando se les aplica calor, estas moléculas precursoras se rompen y de ellas se separa el grupo carboxilo (un átomo de hidrógeno y carbono y dos átomos de oxígeno). Este proceso químico se denomina descarboxilación, y es necesario para obtener el «colocón», puesto que el THCA y el CBDA son moléculas demasiado grandes para encajar en los receptores cannabinoides del cerebro humano.
La temperatura de descarboxilación varía según el método usado: entre los 180–190 °C si se vapea y más de 315 °C si se combustiona.

## Riesgos de fumar el cannabis
Debido a las restricciones sobre el cannabis, los ensayos clínicos acerca de sus efectos sobre la salud son todavía escasos. La principal preocupación médica recae en los daños provocados en los pulmones, cosa que no ocurre cuando es consumido oralmente. 
La marihuana es la segunda sustancia más fumada por el ser humano, después del tabaco, y al igual que este su combustión libera cientos de sustancias en el cuerpo. Sin embargo, la técnica de fumar un porro es distinta a la de un cigarro de tabaco, ya que se realizan inhalaciones más profundas y mantenidas en el tiempo con el objetivo de obtener una mejor absorción. Esto deriva en una mayor deposición de sustancias tóxicas en el pulmón. Otra diferencia con el tabaco, es que la marihuana frecuentemente se fuma sin filtrar.
Entre los efectos físicos de fumar marihuana se encuentra el aumento de la frecuencia cardíaca un 20–25 %, que se extiende por las siguientes 3 h, además de hipotensión ortostática en dosis altas, y alteraciones observables en el electrocardiograma del segmento ST y la onda T. También se han identificado latidos prematuros, independientes del ritmo cardíaco habitual (extrasístoles ventriculares). Desde el punto de vista clínico son insignificantes y no tienen mayor trascendencia en adultos sanos, aunque sí pueden suponer un problema en personas con cardiopatías preexistentes.